# Evghenie Vulgaris

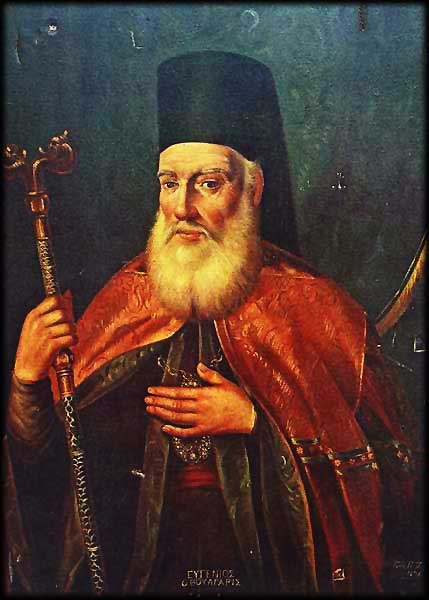

Evghenie Vulgaris (în greacă Ευγένιος Βούλγαρης sau Βούλγαρις, n. august 1716, Corfu, Republica Veneția – d. 10 iunie 1806, Sankt Petersburg, Imperiul Rus) a fost unul dintre cei mai importanți învățați ai Greciei moderne. A urmat studii la universități italiene și germane și ulterior a avut un rol însemnat în răspândirea filosofiei moderne în Grecia sa natală. A publicat opere filosofice, matematice, istorice, filologice și cosmologice. 
A studiat filosofia și teologia la Padova. Profesor de greacă, astronomie și filosofie la Ianina. Erudit teolog al sec. 18. A diseminat noile idei în Răsăritul ortodox. A condus Muntele Athos#Academia Atonită (1753-1759) și Școala Patriarhiei din Constantinopol. A fost chemat în Rusia de cătră țarina Ecaterina a II-a, la Stankt Petersburg. A devenit preot în 1775 și a fost numit episcop (1775-1787) și arhiepiscop de Herson (Ucraina).
O parte din operele sale au fost traduse în română de Veniamin Costachi. 

## Scrieri
- Tîlcuire la Pentateuh, în traducerea Mitropolitului Veniamin Costachi. Prima ediție a fost tipărită la Iași, în 5 volume, între 1815 și 1819.
- Îndeletnicire iubitoare de Dumnezeu. Tîlcuiri la Pentateuh, Ediție îngrijită de Florin Stuparu, 656 pagini, Editura Sophia, 2012, ISBN: 978-973-136-314-1[5]
- Îndeletnicire despre buna murire, Tălmăcită din limba grecească și tipărită în românește în 1845 de smeritul Veniamin Proin - Mitropolit al Moldovei și în 1914 de smeritul arhiereu Anthim Petrescu-Botoșeneanu Vicarul Sfintei Mitropolii a Moldovei și Sucevei, 179 pagini, Editura: Sinaxa, 2010, ISBN: 9786069266618